# Екс ле Бен
Екс ле Бен (фр. Aix-les-Bains) је насељено место у Француској у региону Рона-Алпи, у департману Савоја.
По подацима из 2011. године у општини је живело 28.585 становника, а густина насељености је износила 2265,06 становника/km².

## Демографија
| 1962.  | 1968.  | 1975.  | 1982.  | 1990.  | 2011.  |
| ------ | ------ | ------ | ------ | ------ | ------ |
| 18.132 | 20.627 | 22.210 | 23.451 | 24.683 | 28.585 |

## Градови побратими
- Кисловодск
- Милена
- Фербанкс